# Matthias Baumann (Reiter)
Matthias Andreas Baumann (* 5. April 1963 in München) ist ein ehemaliger deutscher Vielseitigkeitsreiter.
1986 wurde Baumann Zweiter der Deutschen Meisterschaft, 1987 gewann er mit der Mannschaft Silber bei der Europameisterschaft. Für die Olympischen Spiele 1988 in Seoul qualifizierte er sich mit Shamrock, nachdem sein anderes Pferd Alabaster gepatzt hatte. In Seoul belegte Baumann in der Einzelwertung mit 68,80 Punkten den sechsten Rang. Die deutsche Equipe trat in Seoul mit Claus Erhorn, Matthias Baumann, Ralf Ehrenbrink und Thies Kaspareit an. Während Ehrenbrink disqualifiziert wurde, gewannen Erhorn, Baumann und Kaspareit die Goldmedaille in der Mannschaftswertung.
1990 wurde Baumann bei der Weltmeisterschaft Dritter mit der Mannschaft. 1990 auf Shamrock und 1991 sowie 1992 jeweils auf Alabaster gewann Baumann dreimal in Folge die Deutsche Meisterschaft. Er war der erste Reiter, dem bei Deutschen Meisterschaften der Hattrick gelang. Bei den Olympischen Spielen 1992 in Barcelona belegte Baumann auf Alabaster mit 157,40 Punkten Rang 34 und lieferte damit das Streichresultat für die Mannschaftswertung. Nachdem Herbert Blöcker, Ralf Ehrenbrink und Cord Mysegaes den dritten Platz in der Mannschaftswertung erreichten, wurde auch Baumann als vierter Mannschaftsreiter mit der Bronzemedaille geehrt. Vier Jahre später war Baumann als Ersatzreiter für die Olympischen Spiele 1996 in Atlanta nominiert, kam dort aber nicht zum Einsatz.
Matthias Baumann machte auf dem Luitpold-Gymnasium in Wasserburg am Inn sein Abitur und studierte anschließend Veterinärmedizin an der Ludwig-Maximilians-Universität München; 1991 promovierte er. Seit 1994 leitet er eine Trainings- und Rehabilitationseinrichtung für Sportpferde in Reichertsheim.